# Fadika Sarra
Fadika Sarra (épouse Sako) ou encore appelée Sarah Fadiga Sako, née le 13 décembre 1946 à Touba, ville dans l'ouest de la Côte d'Ivoire, est une femme politique ivoirienne. Elle est députée dans la législature de 2011 à 2016. Elle est première vice-présidente de l’Assemblée nationale de Côte d’Ivoire de mars 2012 à décembre 2016.

## Biographie
Fille de Fadika Kalimou et de Fadika Makemin, Fadika Sarra fait ses études professionnelle au Collège technique de Marcory où elle obtient le CAP en 1966. En 1968, elle est diplômée de l'école Kybourg de Genève en science secrétariale.
Fadika Sarra travaille au ministère de l’Intérieur en qualité de secrétaire de direction, profession qu’elle exerce brièvement, en raison de sa qualité d’épouse de diplomate.

## Vie politique
Fadika Sarra est présidente du Rassemblement des femmes républicaines (RFR) du département de Touba. Elle est membre de la grande chancellerie du  Rassemblement des républicains (RDR), vice-présidente du Conseil régional de Touba et membre du Directoire du RHDP. Auparavant, membre du bureau politique du Rassemblement des républicains (RDR) de 1997 à 2012 et députée de Touba sous-préfecture de 2011 à 2016.
Parallèlement à son engagement politique, Fadika Sarra fonde en 2004 l’ONG d'aide humanitaire Bafing Soutra à travers laquelle elle fait la promotion de la scolarisation des enfants, de la lutte contre la pauvreté et mène des campagnes de sensibilisation contre le VIH-SIDA et bien d'autres problèmes liés à la vie dans les zones rurales.
Fadika Sarra est élue députée de Foungbesso, Dioman, Guintéguela et Touba sous-préfectures lors des élections législatives de 2011. Elle siège lors de la législature de 2011 à 2016. Elle est première vice-présidente de l’Assemblée nationale de Côte d’Ivoire de mars 2012 à décembre 2016.
Elle est la cheffe de la délégation ivoirienne à la première édition « des femmes d’exception » à Kinshasa le 3 décembre 2024.

## Distinctions
- Commandeur de l'ordre national ivoirien[5]
- Commandeur dans l’ordre du mérite de l'Éducation nationale ivoirien[6]